# Koning Arthur (De Rode Ridder)
Koning Arthur is het negentiende stripverhaal uit de reeks van De Rode Ridder. Het is geschreven door Willy Vandersteen en getekend door Frank Sels. De eerste albumuitgave was in 1964.

## Het verhaal
Johan maakt hier kennis met Lancelot die een opdracht voor Koning Arthur aan het uitvoeren is. Lancelot moet strijden voor de hand van Guinevere, bruid van Arthur in Camelard, burcht van de machtige Lodogran. Net als vele edelen probeer Lodogran achter de schermen Arthur tegen te werken en spant hij vele valstrikken voor beide ridders. Met behulp van een geheimzinnige man met kapmantel slagen zij er echter in om alle hinderlagen te omzeilen of te overwinnen. De strijd om Guinevere's hand wordt gewonnen, en uiteindelijk blijkt dat de man met kapmantel Arthur zelf was.